# 大田島村
大田島村（おおたしまむら）は、愛知県葉栗郡にかつてあった村である。
現在の一宮市葉栗地区の一部。村名は合併した村（島村、高田村、大毛村）から一文字ずつとった合成地名である。

## 歴史
江戸時代末期、この地域は尾張藩領であった。

### 行政区画の変遷
- 1889年（明治22年）10月1日 - 葉栗郡島村、杉山村、高田村、大毛村が合併して成立[1]。
- 1906年（明治39年）5月10日 - 大田島村は光明寺村、佐千原村と合併して葉栗村が成立[2]。

## 名所など
- 若栗神社
- 高田波蘇伎神社
- 大毛神社
- 宇夫須那神社
- 島文楽